# Invarianza (matematica)
In matematica un oggetto (funzione, insieme, punto, ...) si dice invariante rispetto o sotto una trasformazione se esso rimane inalterato dopo l'azione di tale trasformazione. Il concetto di invarianza è molto simile a quello di punto fisso.
Altrimenti detto, dato un insieme {\displaystyle X} con una relazione d'equivalenza, un invariante è una funzione {\displaystyle f:X\to Y} che sia costante su ogni singola classe: il suo valore non dipende dal rappresentante scelto. Si dice anche che {\displaystyle f} può scendere al quoziente. Tale definizione generalizza la precedente, cui ci si può riportare ponendo come relazione d'equivalenza "c'è una trasformazione che porta l'elemento {\displaystyle a} nell'elemento {\displaystyle b}".
In teoria delle categorie, ogni funtore definisce un invariante, ma non ogni invariante è funtoriale.
In analisi complessa ci sono delle definizioni accessorie: un insieme si dice invariante in avanti sotto la mappa {\displaystyle f} se {\displaystyle f(X)=X}, invariante all'indietro se {\displaystyle f^{-1}(X)=X} e completamente invariante se è entrambe le cose.

## Esempi
- Il modulo di un numero complesso sotto coniugazione complessa
- Il grado di un polinomio sotto trasformazione lineare delle variabili
- Una funzione pari sotto la trasformazione che porta un numero {\displaystyle x} nel suo opposto {\displaystyle -x}
- La misura di Lebesgue di un sottoinsieme reale sotto una traslazione
- La varianza di una variabile aleatoria sotto l'addizione di una costante
- Gli insiemi di Fatou e di Julia di una funzione olomorfa {\displaystyle f} sono completamente invarianti sotto {\displaystyle f}